# Zvočno polje
Zvočno polje je prostor z zvočnim valovanjem. Na dovolj veliki oddaljenosti od zvočnega vira lahko zvočne valove obravnavamo kot ravne zvočne valove. Fizikalne lastnosti zvočnega polja opisujejo zvočne količine.